# Inga Lunde
Inga Lunde (Holmestrand, 21 december 1842-Oslo, 29 juni 1915) is was een beoogd Noors zangeres.
Ze was amateurzangeres, maar later ontwikkelde ze zich tot muziekpedagoog, aldus advertenties die in bijvoorbeeld 1894 verschenen.
Ze werd als Inga Agathe Backer geboren in het gezin van reder Niels Christensen Backer (30 oktober 1815 – 9 januari 1877) en Sophie Smith-Petersen (26 april 1819- 2 oktober 1882), dat beroemde kinderen opleverde. Ze was de zuster van componiste/pianiste Agathe Backer-Grøndahl, schilderessen Harriet Backer en Margrethe Backer. Ze huwde op 12 september 1870 met zeemanspriester Carl Herman Lunde. Ze trok met haar man mee naar onder meer Cardiff (1868-1873) en Le Havre (1873-1876). In die laatste plaats werd hun zoon Johan Backer Lunde geboren.
Enkele concerten:
- 17 oktober 1873: samen met zuster Agathe in Trondheim; het begin van een gezamenlijke concertreis door Noorwegen.